# TENTO
TENTO（てんと、英:Tento, Inc.）は、全国で小学生、中学生、高校生を対象にしたプログラミング教室を展開する、東京都の企業である。オンラインスクールを主として、一部の教室️（東京都・自由が丘）や各地にフランチャイズ教室（東京都、埼玉県、千葉県、大阪府、佐賀県）もある。

## 概要
2014年（平成26年）に設立された。
竹林暁と草野真一が2011年に創業したプログラミングスクールが前身であり、現在でもメイン事業としている。TENTOは日本初の子供向けプログラミンスクールで現役・元エンジニアや専門的な大学生等が学習をサポートする。
過去には直営とフランチャイズを合わせて10校以上の教室を設置していたが、現在はオンライン教室に注力しており、自由が丘の直営校とフランチャイズ校が5教室あるのみである。
以前は新宿校、さいたま校、横浜校、市川校、EX.府中、EX.ゲーム制作校が存在した。

## 沿革
- 2011年（平成23年）4月 - 埼玉県さいたま市にて竹林暁と草野真一によってプログラミングスクールTENTOが設立。
- 2012年（平成24年） - TENTO新宿校開設。
- 2013年（平成25年） - TENTO横浜校、市川校、自由が丘校を開設。
- 2014年（平成26年） - TENTOを株式会社化（埼玉県川口市に登記）。
- 2015年（平成27年） - 埼玉県川口市と東京都湯島にてTENTO EX.（フランチャイズ事業）を開始。
- 2018年（平成30年） - 大阪府枚方と佐賀県佐賀市にてTENTO EX.が進出。
- 2020年（令和2年） - オンラインコースを開始。
- 2021年（令和3年） - プログラミングスクール向けのオンライン授業ツール「noiz」を開発。